# Hemsjön (Korsberga socken, Småland)
Hemsjön är en sjö i Vetlanda kommun i Småland och ingår i Mörrumsåns huvudavrinningsområde. Sjön har en area på 0,114 kvadratkilometer och ligger 273,2 meter över havet.

## Delavrinningsområde
Hemsjön ingår i det delavrinningsområde (634692-145963) som SMHI kallar för Utloppet av Boskvarnasjön. Avrinningsområdets medelhöjd är 274 meter över havet och ytan är 16,75 kvadratkilometer. Räknas de 2 delavrinningsområdena uppströms in blir den ackumulerade arean 34 kvadratkilometer. Delavrinningsområdets utflöde Mörrumsån (Åbyån) mynnar i havet. Delavrinningsområdet består mestadels av skog (75 procent) och jordbruk (10 procent). Avrinningsområdet har 1,41 kvadratkilometer vattenytor vilket ger det en sjöprocent på 8,4 procent. Bebyggelsen i området täcker en yta av 0,11 kvadratkilometer eller 1 procent av avrinningsområdet.